# Cantón de Grandpré
El cantón de Grandpré era una división administrativa francesa, que estaba situada en el departamento de Ardenas y la región de Champaña-Ardenas.

## Composición
El cantón estaba formado por dieciocho comunas:
- Apremont
- Beffu-et-le-Morthomme
- Champigneulle
- Chatel-Chéhéry
- Chevières
- Cornay
- Exermont
- Fléville
- Grandham
- Grandpré
- Lançon
- Marcq
- Mouron
- Olizy-Primat
- Saint-Juvin
- Senuc
- Sommerance
- Termes

## Supresión del cantón de Grandpré
En aplicación del Decreto n.º 2014-203 de 21 de febrero de 2014, el cantón de Grandpré fue suprimido el 22 de marzo de 2015 y sus 18 comunas pasaron a formar parte del nuevo cantón de Attigny.